# 手品師 (ボス)
『手品師』（てじなし, 蘭: De goochelaar, 仏: L'Escamoteur, 英: The Conjurer）は、初期フランドル派の巨匠ヒエロニムス・ボス（あるいはボスの工房、またあるいは追随者）が1502年頃に制作した絵画である。油彩。現在はサン＝ジェルマン＝アン＝レーの市立美術館に所蔵されている。オリジナルの作品は失われており、本作品を含む5点のバージョンと1点のエングレーヴィングが知られているが、ほとんどの研究者はサン・ジェルマン・アン・レー市立美術館のバージョンを最も信頼できる複製であると考えている。1978年12月1日に盗難に遭い、翌1979年2月2日に美術館に返還された。

## 作品
本作品は1893年に初めてボスに帰属されて以来、20世紀を通じてボスの初期の作品と見なされた。しかし近年の研究により、ボスの他の作品との間に多くの相違点が指摘され、現在では工房の作品あるいはボス以降の追随者による作品とする見解が強くなっている。
ボスは注意力や洞察力の欠如によって人々がどのように騙されるかを描いている。画面右側の手品師はカップとボールのゲームで物分かりが早く様々な観衆を魅了している。この図像の中心人物であり真の焦点は、自身の財布が盗まれていることに気づかずに身を乗り出し、手品師が右手に持つ大粒の真珠に釘づけになっている最前列の社会的地位の高い男性である。ボスは手品師を獲物をおびき寄せる一般的な犯罪者として描いている。
動物は絵画の中で欺瞞や犠牲といった人間の特性を象徴するために使用されている。手品師の腰の籠の中にいる小さなフクロウは手品師の知性を表している。身を乗り出している男性の口から飛び出したカエルは、掏摸の被害者である彼がどの程度まで動物的衝動に屈し、理性を手放してしまっているのかを表している。
身を乗り出している男性に夢中になっている子供と財布を盗んでいる男は、おそらくフランドルの諺「手品に騙される者は有り金を失い、子供の笑い物になる」を具体的に描いたものである。本作品が描かれた1480年頃にボスの故郷であるスヘルトーヘンボスで出版され、広く配布されたフランドルの別の諺は「頑固な愚か者ほど愚かな人はいない」である。ボスは『乾草車の三連祭壇画』（Hooiwagen-drieluik）でも、他の諺「世界は干し草の山であり、各人はそこからできる限りのものを摘み取る」を絵画の基礎として使用している。

エリナ・ガーツマン（Elina Gertsman）は本作品に関する論文の中で、フランドルの文化、宗教的人物、およびボスの後期作品の観点から探求している。ボスの生涯と作品を描いた映画監督アドリアン・マーベンは、よりずっと単純な見方を述べている。

『手品師』は、ヒキガエルないしカエルが男の口から抜け出していると観客に説得しようとしている手品師の風変わりな物語です。その間、観客の背後に誰かが立っており、彼の財布を掠め取っています。素晴らしい小さな絵です。残念ながらオリジナルではありませんが、非常に優れた複製です。世俗的な絵画であり、ボスで通常連想される道徳的で宗教的な作風からは遠ざかっています。この風俗画はイタリアの神話絵画に対抗するものであったため、オランダと北ブラバント州全般で非常に人気がありました。ここでは日常生活に由来する情景があり、磁器のような聖人たちから遠ざかって、通りへと降りて行きました。非常に現代的であったと思います。

この手品師はボスの『聖アントニウスの誘惑の三連祭壇画』（Antonius-drieluik）に再び登場している。

## 来歴
絵画はもともとミュンヘンの美術商ないし個人コレクションにあった。その後、絵画を所有したのがルイ・アレクサンドル・デュカステル（Louis Alexandre Ducastel, 1793年-1872年）であった。デュカステルはサン＝ジェルマン＝アン＝レーの公証人、市議会議員であり、1835年8月と1839年に臨時市長を務めた人物であった。デュカステルのコレクションは美術収集家であった彼の父アレクサンドル・ジャン・デュカステル（Alexandre Jean Ducastel）が形成したものであったらしい。デュカステルのコレクションは彼が死去した1872年に、遺言により市立美術館に遺贈された。

## 影響
ボス以降の複製がいくつか知られており、そのうちの2点がフィラデルフィア美術館とイスラエル博物館に所蔵されている。またバルタザール・ファン・デン・ボスがエングレーヴィングを制作している。

## ギャラリー
ボス後の複製

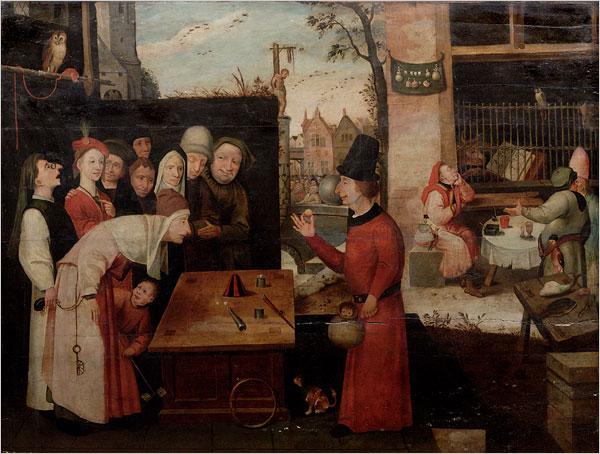
『手品師』16世紀 フィラデルフィア美術館所蔵
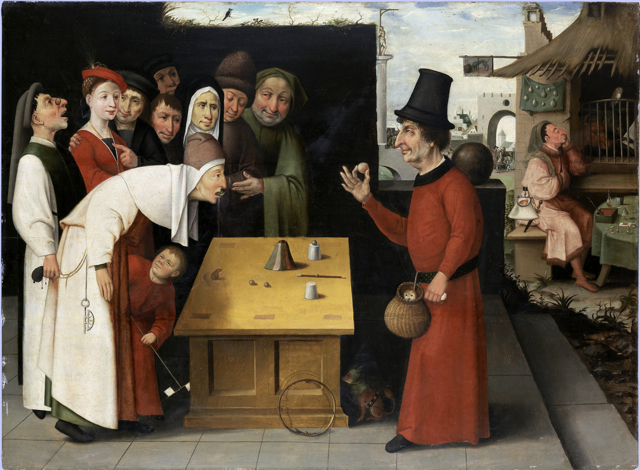
『手品師』16世紀 イスラエル博物館所蔵
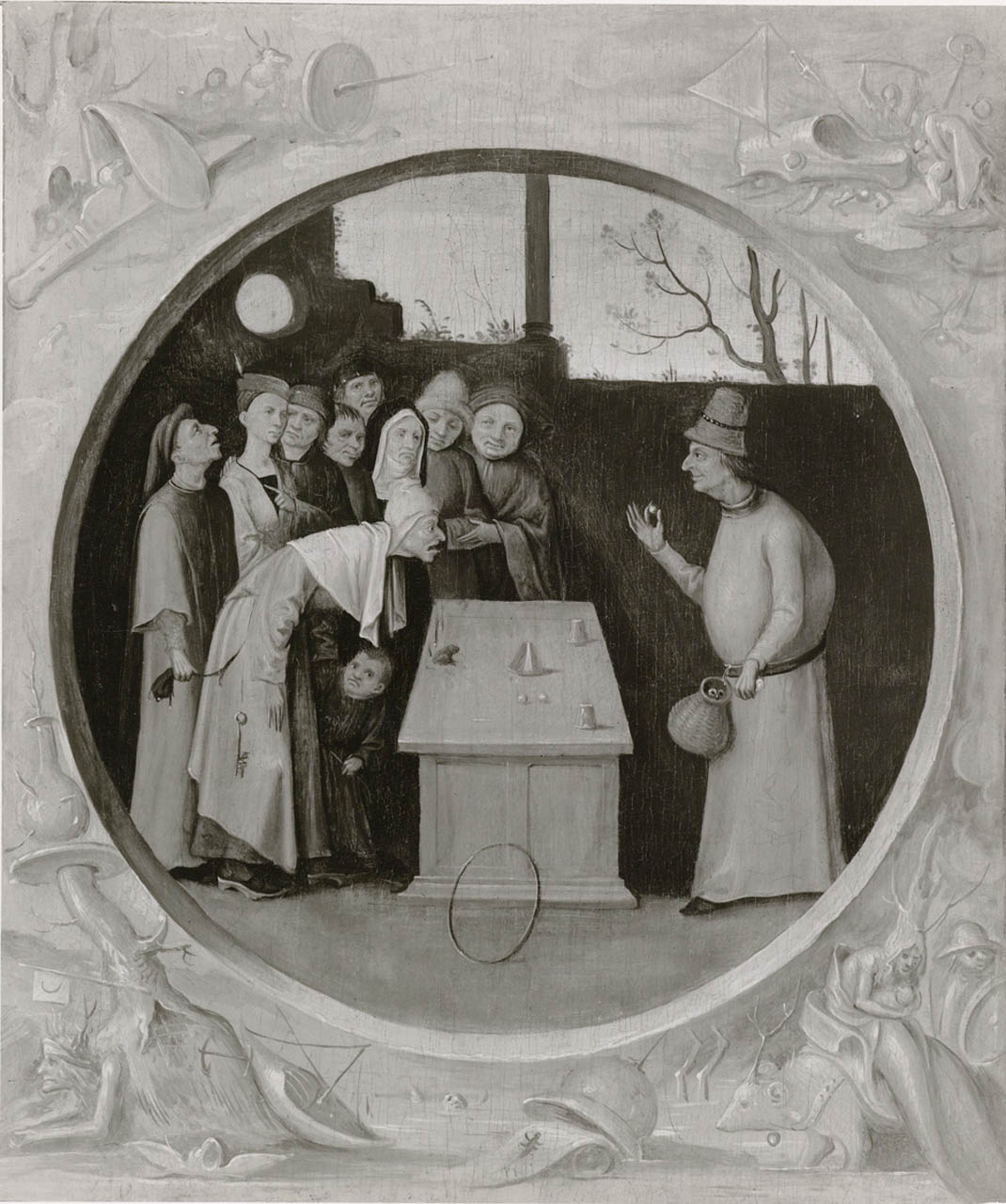
『手品師』1550年-1570年頃 個人蔵
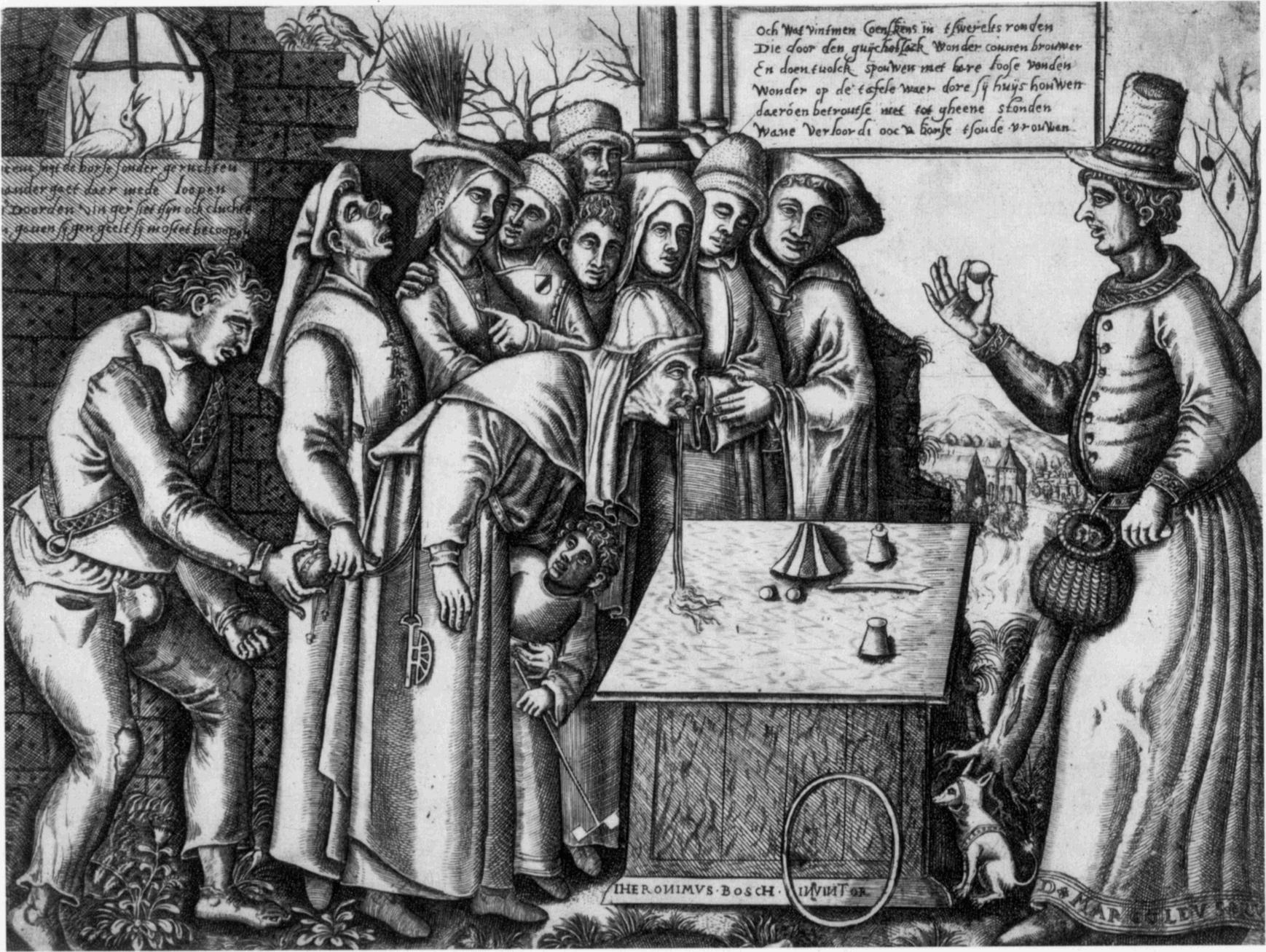
バルタザール・ファン・デン・ボス（英語版）のエングレーヴィング 1550年頃